# 키스 캐러딘
키스 캐러딘(Keith Carradine, 1949년 8월 8일 ~ )은 미국의 배우이다.

## 영화
- 북극의 제왕
- 보위와 키치
- 내쉬빌 (1975년 영화)
- 프리티 베이비
- 못다한 사랑
- 롱 라이더스
- 서던 콤포트
- 마리아스 러버
- 마담 엠마
- 앙드레 (영화)
- 48시간의 킬링 게임
- 발토 (영화)
- 바비 Z의 삶과 죽음
- 에인트 뎀 바디스 세인츠
- 파워 오브 도그

## 텔레비전
- 보난자 (드라마)
- 더 폴 가이
- 프레이저 (시트콤)
- 스타 트렉: 엔터프라이즈
- 데드우드 (드라마)
- 크리미널 마인드
- 덱스터 (드라마)
- 넘버스 (드라마)
- 돌하우스 (미국의 드라마)
- 대미지 (드라마)
- 빅뱅 이론 (시트콤)
- 팔로잉
- 레이징 호프
- NCIS (드라마)
- 파고 (드라마)
- 마담 세크리터리
- 피어 더 워킹 데드

## 비디오 게임
- 히트맨: 앱솔루션